# Bernhard Nielsen-Man
Bernhard Nielsen-Man (født 20. august 1919 - død 23. februar 1992) var borgmester i Farsø Kommune fra 1970-78 og igen fra 1982-86. Søn af politikeren N. C. Nielsen-Man og Magdalene. Bernhard blev gift med Gudrun, født Nielsen Lynnerup, i 1948.

## Reference
1. ↑  https://www.myheritage.dk/research?s=-2&action=query&formId=master&formMode=1&qname=Name+fn.Bernhard+fnmo.1+fnmsvos.1+fnmsmi.1+ln.Nielsen%2F1Man+lnmo.3+lnmsdm.1+lnmsmf3.1+lnmsrs.1&qbirth=Event+et.birth+ey.1919+me.1+epmo.similar&qdeath=Event+et.death+ey.1992+me.1+epmo.similar